# Tuffi ai campionati mondiali di nuoto 2023 - Trampolino 3 metri sincro misti
La gara dei tuffi dal trampolino 3 metri sincro misti dei campionati mondiali di nuoto 2023 è stata disputata il 22 luglio 2023 presso la Piscina della Prefettura di Fukuoka di Fukuoka . La gara si è svolta a partire dalle ore 15:30 e vi hanno preso parte 17 coppie di atleti provenienti da altrettante nazioni, ognuna delle quali ha eseguito una serie di cinque tuffi.
La competizione è stata vinta dalla coppia cinese Zhu Zifeng e Zhang Jiaqi, mentre l'argento e il bronzo sono andati rispettivamente agli australiani Domonic Bedggood e Maddison Keeney e agli italiani Matteo Santoro e Chiara Pellacani.

## Risultati
| Pos.    | Nazione       | Atleti                                  | Punti  |
| ------- | ------------- | --------------------------------------- | ------ |
| Oro     | Cina          | Zhu Zifeng Lin Shan                     | 326,10 |
| Argento | Australia     | Domonic Bedggood Maddison Keeney        | 307,38 |
| Bronzo  | Italia        | Matteo Santoro Chiara Pellacani         | 294,12 |
| 4       | Corea del Sud | Yi Jaeg-yeong Kim Su-ji                 | 281,46 |
| 5       | Svezia        | Elias Petersen Emilia Nilsson Garip     | 276,60 |
| 6       | Messico       | Jahir Ocampo Arantxa Chávez             | 273,90 |
| 7       | Germania      | Alexander Lube Jana Lisa Rother         | 270,45 |
| 8       | Stati Uniti   | Jack Ryan Krysta Palmer                 | 263,88 |
| 9       | Egitto        | Mohamed Farouk Maha Eissa               | 256,08 |
| 10      | Polonia       | Andrzej Rzeszutek Kaja Skrzek           | 255,15 |
| 11      | Venezuela     | Jesus Gonzalez Reyes Elizabeth Pérez    | 248,10 |
| 12      | Spagna        | Carlos Camacho del Hoyo Rocío Velázquez | 245,88 |
| 13      | Nuova Zelanda | Frazer Tavener Maggie Squire            | 241,50 |
| 14      | Brasile       | Rafael Max Anna Santos                  | 239,40 |
| 15      | Irlanda       | Jake Passmore Clare Cryan               | 237,18 |
| 16      | Macao         | He Heung Wing Choi Sut Kuan             | 184,02 |
| –       | Canada        | Bryden Hattie Pamela Ware               | DNS    |